# 扇町 (金沢市)
扇町（おうぎまち）は、石川県金沢市の町名。現行行政地名。丁目を持たない単独町名であり、全域で住居表示実施済み。

## 地理
隣は、天神町、暁町、横山町。
暁町、横山町、桜町、天神町の中間に位置している。

## 世帯数と人口
2024年（令和6年）4月1日時点の世帯数と人口は以下のとおりである。
| 町丁 | 世帯数  | 人口  |
| ---- | ------- | ----- |
| 扇町 | 379世帯 | 691人 |

## 小・中学校の学区
市立小・中学校に通う場合、学区は以下のとおりとなる。
| 番・番地等 | 小学校             | 中学校             |
| ---------- | ------------------ | ------------------ |
| 全域       | 金沢市立兼六小学校 | 金沢市立兼六中学校 |

## 交通

### 鉄道
町内に鉄道駅はない。

### バス
北鉄バス横山町バス停の市内方向のりばが町内に位置する。

### 道路
- 国道159号

## 施設
- 扇町ふれあい緑地